# Deadmau5
Joel Thomas Zimmerman, född 5 januari 1981 i Niagara Falls i Ontario, mer känd under sitt artistnamn deadmau5 (uttalas "deadmouse") är en kanadensisk musikproducent och DJ från Toronto som främst producerar musik inom genren progressiv house men ibland också inom annan elektronisk musik. 
Hans låtar finns med på ett flertal samlingsskivor, däribland In Search of Sunrise 6: Ibiza, 2007 års utgåva i CD-serien In Search of Sunrise. År 2008 gav den ansedda DJ-tidskriften Mixmag ut en gratis CD med musik mixad av Zimmerman, med titeln MixMag Presents: The Hottest New Name In Dance! DEADMAU5 Tech-Trance-Electro-Madness, ihop med februarinumret. Hans material har också spelats på Armin van Buurens radioprogram A State of Trance.
Zimmerman arbetar parallellt med många andra DJ:ar och producenter, som till exempel Steve Duda under namnet BSOD. Han har också samarbetat med bland annat Kaskade, Rob Swire, Wolfgang Gartner och Melleefresh.
Hans debutalbum Get Scraped släpptes i en begränsad fysisk CD-upplaga den 26 juli 2005 och sedan digitalt den 12 juni 2006. CD-upplagan släpptes bara i 500 exemplar. Hans andra album Vexillology släpptes digitalt den 11 november 2006 (en fysisk version släpptes den 15 maj 2015). Hans tredje album Random Album Title släpptes digitalt den 2 september 2008. Det tredje albumet släpptes av Zimmermans eget skivbolag, mau5trap (uttalas "mousetrap") som Zimmerman bildade 2007, i samarbete med Ultra Records i USA och av Ministry of Sound i Europa. Fysiska exemplar släpptes lite senare den 4 november 2008. Den 22 september 2009 släpptes hans fjärde album For Lack of a Better Name, som sedan i oktober samma år blev tillgängligt i Sverige på Spotify. Albumen innehöll låten Strobe, en av Zimmermans kändaste låtar. Billboard rankade låten som hans bästa låt någonsin. Under 2010-talet har han släppt ytterligare fem album, 4x4=12 (2010), Album Title Goes Here (2012), while(1<2) (2014), W:/2016ALBUM/ (2016) och stuff i used to do (2017).
Den 19 februari 2010 uppträdde han på en gratiskonsert vid Vinter-OS i Vancouver. Konserthallen blev snabbt fylld och det uppskattas att cirka 20 000 personer stod utanför arenan utan att kunna komma in. Några av hans mest kända låtar är "Move For Me", "Strobe", "Ghost 'n' stuff", "Some Chords", "Raise Your Weapon", "Aural Psynapse", "The Veldt" och "Seeya". Han har genom åren nominerats till flera musikpriser och bland annat tilldelats fem utmärkelser av Beatport, samt vunnit fyra DJ Awards, tre Juno Awards och tre International Dance Music Awards. Han har nominerats till Grammy Awards fyra gånger. År 2010 och 2011 rankades han som nummer fyra på musiktidningen DJ Magazines lista över årets 100 bästa discjockeyer.

## Artistnamn

Deadmau5 utan mask, 2008.

Inspiration till sitt artistnamn fick Zimmerman när han hittade en död mus i sin dator medan han bytte sitt grafikkort. Han beskrev händelsen för människor i forum och blev känd som "den döda musen-killen". Eftersom smeknamnet var för långt för att använda som användarnamn förkortade han "Dead mouse" till deadmau5.
På sina spelningar använder han ofta ett kostymhuvud i form av ett stiliserat mushuvud, vilket är en del av hans artistidentitet deadmau5. Mushuvudet tillverkade han själv via ett 3D-grafikprogram på sin dator.

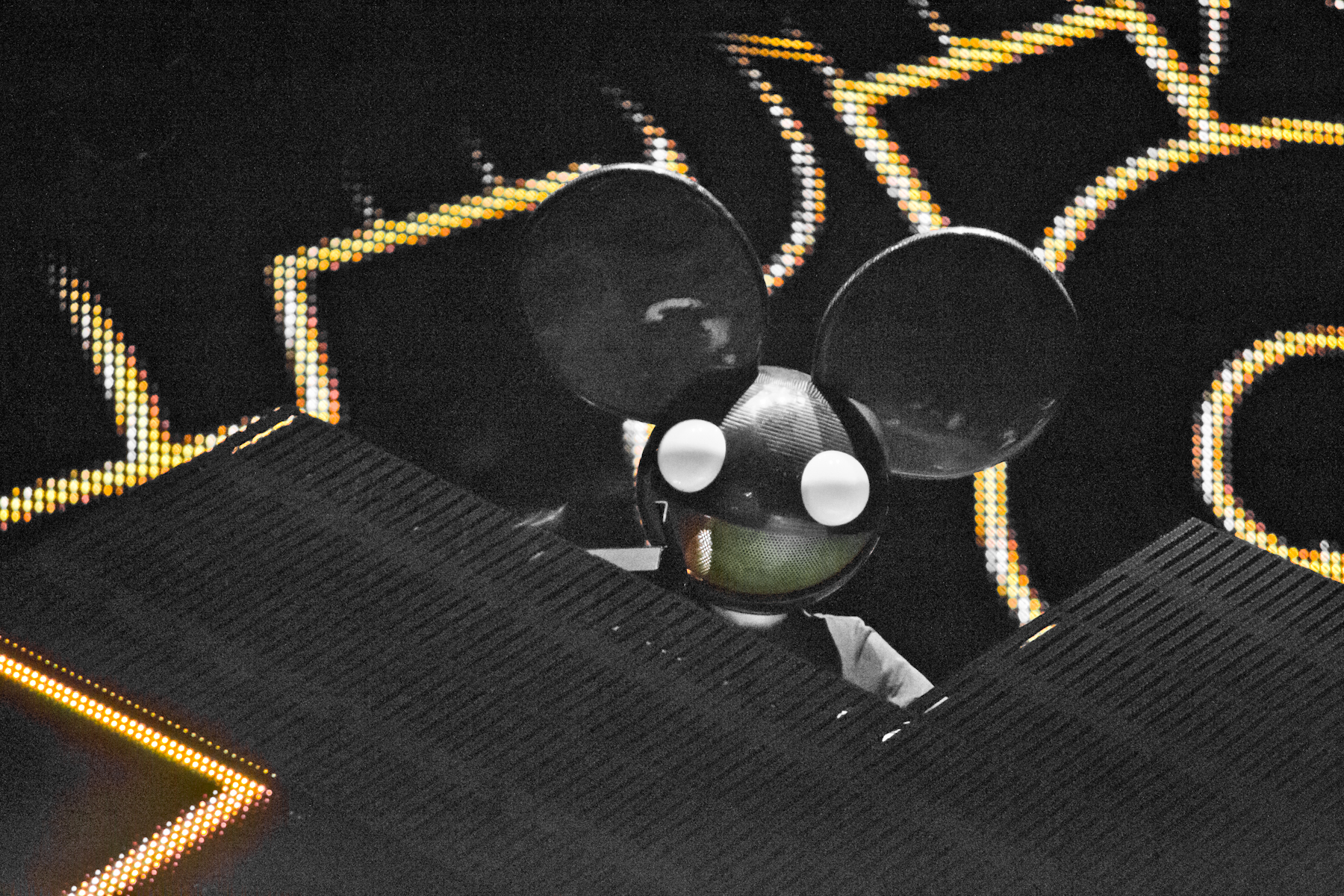
Deadmau5 på Rock in Rio i Madrid 2012
Deadmau5 2014

## Diskografi
Den här artikeln är helt eller delvis baserad på material från engelskspråkiga Wikipedia, tidigare version.

### Album

#### Studioalbum
| Titel                                                                              | Albumdetaljer | Högsta listplaceringar | Högsta listplaceringar | Högsta listplaceringar | Högsta listplaceringar | Högsta listplaceringar                                                                            | Högsta listplaceringar | Högsta listplaceringar | Högsta listplaceringar | Högsta listplaceringar | Certifikat                             |
| Titel                                                                              | Albumdetaljer | CAN                    | AUS                    | IRE                    | NLD                    | NZ                                                                                                | SWI                    | UK                     | US                     | US Dance               | Certifikat                             |
| ---------------------------------------------------------------------------------- | --- | ---------------------- | ---------------------- | ---------------------- | ---------------------- | ------------------------------------------------------------------------------------------------- | ---------------------- | ---------------------- | ---------------------- | ---------------------- | -------------------------------------- |
| Get Scraped                                                                        | - Släppt: 26 juli 2005 (CD), 12 juni 2006 (digital nedladdning) - Skivbolag: Zoolook Records - Format: CD, digital nedladdning | —                      | —                      | —                      | —                      | —                                                                                                 | —                      | —                      | —                      | —                      |                                        |
| Vexillology                                                                        | - Släppt: 6 november 2006 (digital nedladdning), 11 maj 2015 (CD) - Skivbolag: Play Digital, Play Records - Format: CD, digital nedladdning                                                                                             | —                      | —                      | —                      | —                      | —                                                                                                 | —                      | —                      | —                      | —                      |                                        |
| Random Album Title                                                                 | - Släppt: 4 november 2008 - Skivbolag: mau5trap, Ultra Records (US), Ministry of Sound (UK) - Format: CD, digital nedladdning | —                      | —                      | —                      | —                      | —                                                                                                 | —                      | 31                     | —                      | 13                     | - MC: Guld - BPI: Silver               |
| For Lack of a Better Name                                                          | - Släppt: 22 september 2009 (USA) - Skivbolag: mau5trap, Ultra Records (US), Virgin Records (UK) - Format: CD, digital nedladdning | 62                     | 49                     | 37                     | —                      | —                                                                                                 | —                      | 19                     | —                      | 11                     | - MC: Guld - BPI: Silver               |
| 4×4=12                                                                             | - Släppt: 6 december 2010 (UK); Reloaded: 10 juni 2014 (Filippinerna) - Skivbolag: Ultra Records (US), Virgin Records (UK), Santos Records (Filippinerna och Kanada; enbart 4x4=12: Reloaded) - Formats: CD, digital nedladdning, vinyl | 7                      | 53                     | 34                     | 82                     | —                                                                                                 | 56                     | 48                     | 47                     | 2                      | - MC: Platina - BPI: Guld - RIAA: Guld |
| Album Title Goes Here                                                              | - Släppt: 25 september 2012 (Filippinerna och Kanada) - Skivbolag: Ultra Records (US), Virgin Records, Parlophone (UK) - Format: CD, digital nedladdning                                                                                | 2                      | 11                     | 6                      | 16                     | 17                                                                                                | 18                     | 9                      | 6                      | 1                      | - MC: Guld                             |
| while(1<2)                                                                         | - Släppt: 17 juni 2014 - Skivbolag: Astralwerks (US), Virgin Records (UK) - Format: CD, digital nedladdning, vinyl | 5                      | 9                      | 25                     | 36                     | 25                                                                                                | 25                     | 14                     | 9                      | 1                      |                                        |
| W:/2016ALBUM/                                                                      | - Släppt: 2 december 2016 (digital nedladdning), 17 februari 2017 (vinyl), 17 mars 2017 (CD) - Skivbolag: mau5trap - Format: CD, digital nedladdning, vinyl                                                                             | 37                     | 58                     | —                      | —                      | — *gick inte in på NZ Top 40 Albums Chart, men nådde fjärde plats på NZ Heatseekers Albums Chart. | 84                     | —                      | 74                     | 1                      |                                        |
| "—" betecknar album som inte utgavs i det landet eller som inte gick in på listan. | |                        |                        |                        |                        |                                                                                                   |                        |                        |                        |                        |                                        |

#### Samlingsalbum
- deadmau5 Circa 1998-2002 (2006) (under pseudonymen Halcyon441)
- A Little Oblique (2006)
- Project 56 (2008)
- Stuff I used to do (2017)

#### Antologier
- It Sounds Like (2009)
- For Lack of a Better Album Title (2010)
- 5 Years of mau5 (2014)

#### Mixalbum
- At Play (2008)
- At Play Vol. 2 (2009)
- Tech-Trance-Electro Madness (2009) (gratis mixalbum medföljande tidskriften Mixmag i dess februarinummer)
- At Play Vol. 3 (2010)
- At Play Vol. 4 (2012)
- At Play in the USA, Vol. 1 (2013)
- At Play Vol. 5 (2014)

#### Remixalbum
- The Remixes (2011)
- The Remixes Deluxe (2012)
- The Re-Edits (2012)
- 5 Years of mau5 (2014)

#### Livealbum/DVD
- Live @ Earl's Court (2011)
- Meowingtons Hax Tour Trax (2011) (utgiven på egna skivbolaget mau5trap)
- Meowingtons Hax 2k11 Toronto (2012)

### EP
- Full Circle (2007)
- Everything Is Complicated (2007)
- deadmau5 EP (2007)
- Arguru (2008)
- Clockwork (2008)
- The Veldt (2012)
- 7 (2013)
- Sunspot (White Space Conflict) (2014) (under pseudonymen testpilot)

### Singlar
| Titel                                                                               | År   | Högsta listplaceringar | Högsta listplaceringar | Högsta listplaceringar | Högsta listplaceringar | Högsta listplaceringar | Högsta listplaceringar | Högsta listplaceringar | Högsta listplaceringar | Högsta listplaceringar | Certifikat                                      | Album                                   |
| Titel                                                                               | År   | CAN                    | CAN Alt                | AUS                    | NLD                    | UK                     | US                     | US Dance               | US Heat                | EU                     | Certifikat                                      | Album                                   |
| ----------------------------------------------------------------------------------- | ---- | ---------------------- | ---------------------- | ---------------------- | ---------------------- | ---------------------- | ---------------------- | ---------------------- | ---------------------- | ---------------------- | ----------------------------------------------- | --------------------------------------- |
| "Faxing Berlin"                                                                     | 2006 | —                      | —                      | —                      | —                      | —                      | —                      | 6                      | —                      | —                      |                                                 | Random Album Title                      |
| "Not Exactly"                                                                       | 2007 | —                      | —                      | —                      | —                      | —                      | —                      | —                      | —                      | —                      |                                                 | Random Album Title                      |
| "Arguru" (med Chris Lake)                                                           | 2007 | —                      | —                      | —                      | —                      | 185                    | —                      | —                      | —                      | —                      |                                                 | Random Album Title                      |
| "The Reward is Cheese" (vs JELO)                                                    | 2007 | —                      | —                      | —                      | —                      | —                      | —                      | 20                     | —                      | —                      |                                                 | N/A                                     |
| "Alone with You"                                                                    | 2008 | —                      | —                      | —                      | —                      | —                      | —                      | —                      | —                      | —                      |                                                 | Random Album Title                      |
| "Fifths"                                                                            | 2008 | —                      | —                      | —                      | —                      | —                      | —                      | —                      | —                      | —                      |                                                 | N/A                                     |
| "Move for Me" (med Kaskade)                                                         | 2008 | 66                     | —                      | —                      | —                      | 190                    | —                      | 1                      | —                      | —                      | - MC: Guld                                      | Strobelite Seduction                    |
| "Hi Friend!" (featuring MC Flipside)                                                | 2008 | —                      | —                      | —                      | —                      | —                      | —                      | —                      | —                      | —                      |                                                 | For Lack of a Better Name               |
| "I Remember" (med Kaskade)                                                          | 2008 | —                      | —                      | —                      | 23                     | 14                     | —                      | 1                      | —                      | 46                     | - MC: Guld - BPI: Silver                        | Random Album Title Strobelite Seduction |
| "Clockwork"                                                                         | 2008 | —                      | —                      | —                      | —                      | —                      | —                      | —                      | —                      | —                      |                                                 | It Sounds Like                          |
| "Ghosts 'n' Stuff" (featuring Rob Swire)                                            | 2008 | 53                     | —                      | —                      | —                      | 12                     | —                      | 1                      | 24                     | 41                     | - MC: 3 × Platina - BPI: Silver - RIAA: Platina | For Lack of a Better Name               |
| "Slip"                                                                              | 2008 | —                      | —                      | —                      | —                      | —                      | —                      | —                      | —                      | —                      |                                                 | Random Album Title                      |
| "Brazil (2nd Edit)"                                                                 | 2009 | —                      | —                      | —                      | 73                     | —                      | —                      | —                      | —                      | —                      |                                                 | Random Album Title                      |
| "Word Problems"                                                                     | 2009 | —                      | —                      | —                      | —                      | —                      | —                      | —                      | —                      | —                      |                                                 | For Lack of a Better Name               |
| "Bot"                                                                               | 2009 | —                      | —                      | —                      | —                      | —                      | —                      | —                      | —                      | —                      |                                                 | For Lack of a Better Name               |
| "Lack of a Better Name"                                                             | 2009 | —                      | —                      | —                      | —                      | —                      | —                      | —                      | —                      | —                      |                                                 | For Lack of a Better Name               |
| "Strobe"                                                                            | 2010 | —                      | —                      | —                      | —                      | 122                    | —                      | —                      | —                      | —                      |                                                 | For Lack of a Better Name               |
| "Some Chords"                                                                       | 2010 | —                      | —                      | —                      | —                      | 120                    | —                      | —                      | —                      | —                      |                                                 | 4×4=12                                  |
| "Animal Rights" (med Wolfgang Gartner)                                              | 2010 | —                      | —                      | —                      | —                      | 72                     | —                      | —                      | —                      | —                      |                                                 | 4×4=12                                  |
| "Sofi Needs a Ladder" (featuring SOFI)                                              | 2010 | 73                     | —                      | —                      | —                      | 68                     | —                      | 41                     | —                      | —                      | - MC: Platina                                   | 4×4=12                                  |
| "Right This Second"                                                                 | 2010 | 79                     | —                      | —                      | —                      | 100                    | —                      | —                      | —                      | —                      |                                                 | 4×4=12                                  |
| "Bad Selection"                                                                     | 2010 | —                      | —                      | —                      | —                      | 137                    | —                      | —                      | —                      | —                      |                                                 | 4×4=12                                  |
| "HR 8938 Cephei"                                                                    | 2011 | —                      | —                      | —                      | —                      | —                      | —                      | —                      | —                      | —                      |                                                 | N/A                                     |
| "Raise Your Weapon" (featuring Greta Svabo Bech)                                    | 2011 | 93                     | —                      | —                      | —                      | 117                    | 100                    | —                      | 11                     | —                      | - MC: Guld                                      | 4×4=12                                  |
| "Where My Keys"                                                                     | 2011 | —                      | —                      | —                      | —                      | —                      | —                      | —                      | —                      | —                      |                                                 | Meowingtons Hax Tour Trax               |
| "Aural Psynapse"                                                                    | 2011 | 38                     | —                      | —                      | —                      | 150                    | 103                    | —                      | 16                     | —                      | - MC: Guld                                      | 5 Years of mau5                         |
| "Maths"                                                                             | 2012 | —                      | —                      | —                      | —                      | 197                    | —                      | —                      | —                      | —                      |                                                 | Album Title Goes Here                   |
| "The Veldt" (featuring Chris James)                                                 | 2012 | 24                     | —                      | —                      | 63                     | 68                     | —                      | —                      | —                      | 124                    | - MC: Platina                                   | Album Title Goes Here                   |
| "Professional Griefers" (featuring Gerard Way)                                      | 2012 | 66                     | 26                     | —                      | —                      | 81                     | —                      | 30                     | —                      | —                      |                                                 | Album Title Goes Here                   |
| "Channel 42" (med Wolfgang Gartner)                                                 | 2013 | —                      | —                      | —                      | —                      | —                      | —                      | —                      | —                      | —                      |                                                 | Album Title Goes Here                   |
| "Telemiscommunications" (med Imogen Heap)                                           | 2013 | —                      | —                      | —                      | —                      | —                      | —                      | —                      | —                      | —                      |                                                 | Album Title Goes Here                   |
| "Suckfest9001"                                                                      | 2013 | —                      | —                      | —                      | —                      | —                      | —                      | 47                     | —                      | —                      |                                                 | We Are Friends Vol. 2                   |
| "Avaritia"                                                                          | 2014 | 92                     | —                      | —                      | —                      | 121                    | —                      | 22                     | —                      | —                      |                                                 | while(1<2)                              |
| "Seeya" (featuring Colleen D'Agostino)                                              | 2014 | 20                     | —                      | 85                     | —                      | —                      | —                      | 25                     | —                      | —                      | - MC: Platina                                   | while(1<2)                              |
| "Infra Turbo Pigcart Racer"                                                         | 2014 | —                      | —                      | —                      | —                      | —                      | —                      | 20                     | —                      | —                      |                                                 | while(1<2)                              |
| "Phantoms Can't Hang"                                                               | 2014 | 78                     | —                      | 97                     | —                      | —                      | —                      | 16                     | —                      | —                      |                                                 | while(1<2)                              |
| "Snowcone"                                                                          | 2016 | —                      | —                      | —                      | —                      | —                      | —                      | —                      | —                      | —                      |                                                 | W:/2016ALBUM/                           |
| "Beneath With Me" (med Kaskade featuring Skylar Grey)                               | 2016 | —                      | —                      | —                      | —                      | —                      | —                      | —                      | —                      | —                      |                                                 | N/A                                     |
| "Saved"                                                                             | 2016 | —                      | —                      | —                      | —                      | —                      | —                      | —                      | —                      | —                      |                                                 | We Are Friends Vol. 5                   |
| "Let Go" (featuring Grabbitz)                                                       | 2016 | —                      | —                      | —                      | —                      | —                      | —                      | 11                     | —                      | —                      |                                                 | W:/2016ALBUM/                           |
| "—" betecknar singel som inte utgavs i det landet eller som inte gick in på listan. |      |                        |                        |                        |                        |                        |                        |                        |                        |                        |                                                 |                                         |

### Andra låtar med listplaceringar
| Titel                                                                             | År   | Högsta listplaceringar | Högsta listplaceringar | Album                 |
| Titel                                                                             | År   | CAN                    | US Dance               | Album                 |
| --------------------------------------------------------------------------------- | ---- | ---------------------- | ---------------------- | --------------------- |
| "Sex Slave" (vs. Melleefresh)                                                     | 2010 | —                      | 15                     | At Play Vol. 2        |
| "A City in Florida"                                                               | 2010 | 83                     | —                      | 4×4=12                |
| "Superliminal"                                                                    | 2012 | 91                     | —                      | Album Title Goes Here |
| "—" betecknar låt som inte utgavs i det landet eller som inte gick in på listan.. |      |                        |                        |                       |

## Priser och utmärkelser
Den här artikeln är helt eller delvis baserad på material från engelskspråkiga Wikipedia, tidigare version.
Deadmau5 har genom åren nominerats till flera musikpriser och bland annat tilldelats fem utmärkelser av Beatport, samt vunnit fyra DJ Awards, tre Juno Awards och tre International Dance Music Awards. Han har nominerats till Grammy Awards fyra gånger. År 2010 och 2011 rankades han som nummer fyra på musiktidningen DJ Magazines lista över årets 100 bästa discjockeyer och 2012 rankades han som femma.
Beatport Music Awards
| År   | Nominerad                                                          | Kategori                      | Resultat  |
| ---- | ------------------------------------------------------------------ | ----------------------------- | --------- |
| 2008 | Deadmau5                                                           | Best Electro House Artist     | Vann      |
| 2008 | Deadmau5                                                           | Best Progressive House Artist | Vann      |
| 2008 | "Not Exactly"                                                      | Best Single                   | Vann      |
| 2008 | "Community Funk" (deadmau5 remix) av Burufunk vs. Carbon Community | Best Remix                    | Nominerad |
| 2009 | Deadmau5                                                           | Best Electro House Artist     | Vann      |
| 2009 | Deadmau5                                                           | Best Progressive House Artist | Vann      |

DJ Awards
| År   | Nominerad | Kategori                 | Resultat  |
| ---- | --------- | ------------------------ | --------- |
| 2008 | Deadmau5  | Best Electro House DJ    | Vann      |
| 2008 | Deadmau5  | Best Breakthrough Artist | Nominerad |
| 2009 | Deadmau5  | Best Electro House DJ    | Nominerad |
| 2010 | Deadmau5  | Best Electro House DJ    | Vann      |
| 2010 | Deadmau5  | Best International DJ    | Vann      |
| 2011 | Deadmau5  | Best Electro House DJ    | Vann      |
| 2012 | Deadmau5  | Best Electro House DJ    | Nominerad |
| 2013 | Deadmau5  | Best International DJ    | Nominerad |

DJ Magazine
| År   | Lista       | Placering |
| ---- | ----------- | --------- |
| 2008 | Top 100 DJs | 11        |
| 2009 | Top 100 DJs | 6         |
| 2010 | Top 100 DJs | 4         |
| 2011 | Top 100 DJs | 4         |
| 2012 | Top 100 DJs | 5         |
| 2013 | Top 100 DJs | 12        |
| 2014 | Top 100 DJs | 16        |
| 2015 | Top 100 DJs | 25        |
| 2016 | Top 100 DJs | 31        |

Grammy Awards
| År   | Nominerad                                                          | Kategori                              | Resultat  |
| ---- | ------------------------------------------------------------------ | ------------------------------------- | --------- |
| 2009 | "The Longest Road" (deadmau5 remix) (Morgan Page featuring Lissie) | Best Remixed Recording, Non-Classical | Nominerad |
| 2012 | "Rope" (deadmau5 mix) (original Foo Fighters)                      | Best Remixed Recording, Non-Classical | Nominerad |
| 2012 | "Raise Your Weapon" (featuring Greta Svabo Bech)                   | Best Dance Recording                  | Nominerad |
| 2012 | 4x4=12                                                             | Best Dance/Electronica Album          | Nominerad |
| 2013 | Album Title Goes Here                                              | Best Dance/Electronica Album          | Nominerad |
| 2015 | while(1<2)                                                         | Best Dance/Electronic Album           | Nominerad |

International Dance Music Awards
| År   | Nominerad                                | Kategori                    | Resultat  |
| ---- | ---------------------------------------- | --------------------------- | --------- |
| 2010 | Deadmau5                                 | Best Canadian DJ            | Vann      |
| 2010 | Deadmau5                                 | Best Artist                 | Vann      |
| 2010 | Deadmau5                                 | Best Global DJ              | Nominerad |
| 2010 | Deadmau5                                 | Best Producer               | Nominerad |
| 2010 | "Ghosts 'n' Stuff" (featuring Rob Swire) | Best Electro Track          | Vann      |
| 2010 | "Ghosts 'n' Stuff" (featuring Rob Swire) | Best Video                  | Nominerad |
| 2010 | "Strobe"                                 | Best Progressive/Tech Track | Nominerad |

Juno Awards
| År   | Nominerad                                  | Kategori                    | Resultat  |
| ---- | ------------------------------------------ | --------------------------- | --------- |
| 2008 | "After Hours" (med Melleefresh)            | Dance Recording of the Year | Nominerad |
| 2008 | "All U Ever Want" (med Billy Newton-Davis) | Dance Recording of the Year | Vann      |
| 2009 | Random Album Title                         | Dance Recording of the Year | Vann      |
| 2009 | "Move for Me" (med Kaskade)                | Dance Recording of the Year | Nominerad |
| 2010 | For Lack of a Better Name                  | Dance Recording of the Year | Vann      |
| 2013 | Deadmau5                                   | Artist of the Year          | Nominerad |
| 2013 | Album Title Goes Here                      | Dance Recording of the Year | Nominerad |

World Music Awards
| År   | Nominerad | Kategori       | Resultat  |
| ---- | --------- | -------------- | --------- |
| 2010 | Deadmau5  | Worlds Best DJ | Nominerad |